# Билян Балев
Билян Любомиров Балев е български журналист и банкер. От септември 2013 г. е изпълнителен директор на Българската банка за развитие. 

## Биография
Роден е в София. Започнал е кариерата си като радио журналист, познат е и като лице от екрана на популярното икономическо предаване „Плюс-минус“ по БНТ. Кариерата му преминава през длъжности в Българска пощенска банка, Частна земеделска инвестиционна банка и Юнионбанк. Бил е директор на „Ринг ТВ“  и на „Нюз Холдинг“, издател на ежедневниците „Стандарт“ и „7 дни спорт“. Преди да заеме поста си в държавната банка името му се свързва с финансово-брокерските компании „Нобел адвайзърс“ , „Капман“ и „Форем Консултинг“.